# Old (альбом Денні Брауна)
Old — третій студійний альбом американського репера Денні Брауна, виданий на лейблі Fool's Gold Records 8 жовтня 2013 р. Платівка дебютувала на 17-ій сходинці Billboard 200 з результатом у 15 тис. проданих копій за перший тиждень.

## Передісторія
У серпні 2012 було оголошено, що Браун працює над новим альбомом Danny Johnson, котрий повністю спродюсують Johnson&Jonson (Blu і Mainframe), однак Браун пізніше спростував ці чутки й заявив, що альбом видали для безкоштовного завантаження ще в 2010 під назвою It's a Art. 24 жовтня 2012 після прем'єри кліпу на пісню «Witit» з делюкс-видання XXX та міні-альбому The OD EP журнал Complex знову згадав про майбутню платівку Danny Johnson. Браун через Twitter оприлюднив справжню назву, ODB, посилання на Ol' Dirty Bastard з Wu-Tang Clan, з ким репера часто порівнюють.
У грудні 2012 Браун сповістив про завершення роботи над ODB. Він пояснив, що гумор на альбомі буде відрізнятися від XXX і люди здивуються результату: «Новий альбом готовий. Ми лише обдумуємо варіанти правильного релізу… наразі назва ODB. Я ще не можу сказати що це означає, дочекайтесь виходу платівки. Не хочу розкрити забагато інформації, позаяк пізніше фани отримують більше задоволення від прослуховування… На XXX ви смієтеся протягом усієї платівки, коли ви закінчили слухати ви такі „О, це було не дуже смішно“. Після останньої пісні з нового альбому ви будете істерично сміятися… не обов'язково через сказане на ньому, а скоріш через [саму] платівку, щось на кшталт „Я не можу повірити, що він зробив це“».
17 грудня в інтерв'ю Pitchfork репер оголосив нову назву, Old (розшифрування літери «O» з ODB). Альбом вийшов на Fool's Gold на фізичних носіях (на відміну від попередніх робіт). На той момент реліз зводили, він був готовий на 75 %. Запрошені гості: ASAP Rocky, Schoolboy Q, Ab-Soul, Kitty. Purity Ring спродюсував композицію, гук на котрій співає вокаліст Меґан Джеймс.
У січні 2013 Браун казав, що як і XXX, який звучав дуже своєрідно, формуючи послідовну розповідь, Old має ту саму особливість: «Я завжди намагаюся вдавати олдскул-артиста 60-их, тож я підійшов до цього альбому, ніби він вийде на вінилі: є сторона А й Б. На мою думку, в мені завжди було 2 різних артисти, що робили андеґраундне та шалене трепове лайно. XXX розповів історію, тому я хотів, щоб наступний альбом був схожий на „Curb Your Enthusiasm“ — безладний, плутаний і попри це суцільний».
23 березня стало відомо, репер підписав угоду з менеджерською компанією Goliath Artists (інші відомі клієнти: Eminem, Blink-182, Екшн Бронсон).

У червні Браун пояснив значення назви Old: 
«Ви думаєте, я говорю про свій вік чи кар'єру. Але насправді, я експериментую, роблю пісні з Дарком І. Фрікером та ін., потім коли я повертаюся на район люди кажуть „Де, той старий Денні Браун? Я хочу почути його з J. Dilla“. Тож я назвав альбом так через них».
Наприкінці серпня Браун з'явився на радіо-шоу Свея Келловея «Sway in the Morning» і повідомив, що він відчуває себе старшим за більшість реперів, про повернення до оригінального стилю: «Не те щоб я відійшов від музики із семплованою основою як у J. Dilla, психоделічним хіп-хопом, впливом Wu-Tang. Розумієте? Зараз я більше записую ґрайм, електронну музику, у стилі Dizzee Rascal». У вересні в інтерв'ю «GQ» виконавець пояснив істотну різницю між артистами з його рідного міста Детройта та тими, хто з Нью-Йорка, що впливає на створювану музику: «У Нью-Йорку, ви щодня виходите й відриваєтеся. У Детройті ви залишаєтеся вдома протягом кількох днів… Ви нудьгуєте, ув'язнені всередині… Новий альбом дуже емоційний, похмура платівка для вечірок».

## Запис та продакшн
— Денні Браун, про процес запису Old.
3 травня 2013 Браун додав до переліку Фредді Ґіббса, Mr. Muthafuckin' eXquire, Scrufizzer і Charli XCX. Він також оприлюднив решту продюсерів: Пола Вайта, Oh No, Rustie, Skywlkr, A-Trak, Дарка І. Фрікера та Френка Д'юкса. Будучи фаном Charli XCX, Браун зконтактував з нею через Twitter. Репер узяв участь у реміксі її пісні «What I Like», виконавиця у свою чергу — у «Float On».
5 квітня 2013 Браун випустив пісню «Express Yourself», написану під впливом однойменного треку Diplo. Пісня, спродюсована боулдерським продюсером Trampy, має швидкий електронний біт. У ній іде мова про популярне захоплення танцем, тверкінґом. Браун присвятив пісню «всім жінкам, яким подобається розважатися й отримувати задоволення». Трек містить рядки: «Toes on the wall and her ass in the air/And she twerk that thing like she ain't have a care». 30 липня під час живого сету англійського діджея/продюсера Марка Ронсона відбулась прем'єра пісні Браун «Dip». Репер виконував її раніше на концертах, однак Ронсон уперше оприлюднив студійну версію. Як семпл використано «Da' Dip», сингл Freak Nasty (1996).
У липні 2013 репер заявив: «…Роботу майже завершено. Я трохи хвилююся, мене це непокоїть». На питання про звучання він відповів: «Я не зосереджувався на чомусь, просто писав. Коли я слухаю альбом, моя реакція: „Трясця!“. Ніби я насправді ніколи не записував цього лайна. Це від вищої сили, коли я слухаю його зараз, помічаю, те чого раніше навіть не знав». Пізніше він додав: «Альбом подобається мені все більше, як звичайному слухачу. Спершу після прослуховування мав багато скарг, але я знав, що це проект, який я хотів видати… Просто творити серцем, а не мозком і вухами».
У липні 2013 Браун розповів про композицію «Return of the Gangsta II» з участю Фредді Ґіббса (остаточна назва: «The Return»). Він заявив: «Ми переробили пісню OutKast. Це друга частина пісні». Зазначений трек увійшов до платівки OutKast Aquemini (1998). Продюсер треку з Old: Пол Вайт. За словами Брауна: «Біт звучить як будинок з привидами».

## Реліз і реклама
У вересні-листопаді 2012 разом зі Schoolboy Q та ASAP Mob брав участь у турі ASAP Rocky (40 концертів у США на підтримку Long. Live. ASAP). У січні анонсували виступ Брауна на фестивалі Коачелла 2013. 1 березня 2013 Браун і американський продюсер Baauer анонсували майбутній тур Worst of Both Worlds. Перший концерт відбувся 9 квітня в Г'юстоні, штат Техас. У його рамцях обоє також зіграли на Коачеллі у 2 вихідних, другий з яких став останньою датою туру (20 квітня). На Коачеллі репер оприлюднив трек «Dope Song».
8 березня Браун анонсував ще один тур, Old & Reckless, на підтримку нового альбому, разом з реп-виконавицею Kitty. Перша дата: 15 березня на SXSW. Після завершення Worst of Both Worlds він разом з Kitty відвідав Сент-Луїс (штат Міссурі), Анн-Арбор (штат Мічиган), Нью-Йорк і Медісон (штат Вісконсин). Тур завершився 14 травня в Indiana's Deluxe, що в Індіанаполісі (штат Індіана).
18 березня 2013 Браун повідомив через Twitter: Old вийде приблизно в той самий час, що й XXX, тобто у середині серпня. Після потрапляння до мережі незакінченої версії на початку року відвідав Тіма Вествуда з BBC Radio 1xtra у червні 2013, щоб зробити офіційну прем'єру першого синглу «Kush Coma». У червні 2013 Браун завершив свій європейський етап туру Old & Reckless, запустив новий вебсайт, запостив для стріму «Kush Coma».
12 серпня Браун повідомив через Твіттер про свої сумніву щодо релізу Old. Репер пригрозив викласти платівку в інтернет. Згодом A-Trak, засновник Fool's Gold Records, заспокоїв, що Old є в планах лейблу й скоро варто очікувати новий відеокліп. Для реклами альбому Браун випустив 16 серпня документальний фільм «The Old Documentary», 60-хвилинне відео, зняте Ніком Ноушном у Детройті 2009. Цього ж дня оприлюднили пісню «Hand Stand». 26 серпня репер анонсував через Твіттер дату випуску, 30 вересня. Цього ж дня він з'явився на радіо-шоу Свея Келловея «Sway in the Morning», спростував інформацію про погані стосунки з Fool's Gold, пояснивши затримку альбому проблемами з очищенням семплів. 28 серпня вийшов кліп «ODB» (режисер: RUFFMERCY).
16 вересня Браун видав пісню «Side A (Old)», пізніше того ж дня — трейлер Old зі згаданою композицією, у відео анонсували появу платівки для прослуховування на Spotify 30 вересня, а 8 жовтня — реліз альбому для придбання. 16 вересня Old став приступним для попереднього замовлення на iTunes. 19 вересня Браун відбулась прем'єра кліпу «Dip». 23 вересня оголосили офіційний треклист.
9 квітня 2014 оприлюднили кліп «25 Bucks». 15 квітня «25 Bucks» з'явилася на мейнстрим-урбан радіо у США як другий офіційний окремок.

## Відгуки
Old посів 17-те місце рейтингу «50 найкращих альбомів 2013» за версією Rolling Stone, 12-те «50 найкращих альбомів 2013» за версією Spin, 5-те «50 найкращих альбомів 2013» Pitchfork, 9-те «25 найкращих альбомів 2013» XXL, 5-те «50 найкращих альбомів 2013» журналу Complex.

## Список пісень
| [ 62 ] | [ 62 ]                                         | [ 62 ] | [ 62 ]                     | [ 62 ]     |
| #      | Назва                                          | Автор | Продюсер(и)                | Тривалість |
| ------ | ---------------------------------------------- | --- | -------------------------- | ---------- |
| 1.     | «Side A (Old)»                                 | Деніед С'юелл, Пол Вайт | Paul White                 | 2:23       |
| 2.     | «The Return» (з участю Freddie Gibbs)          | С'юелл, Фредрік Тіптон, Вайт, Андре Бенджамін, Ентвон Петтон, Патрік Браун, Джорджіо Мородер, Реймон Мюррей, Ріко Вейд, Корі Вудс | Paul White                 | 3:10       |
| 3.     | «25 Bucks» (з участю Purity Ring)              | С'юелл, Корін Роддік, Меґан Джеймс                                                                                                | Corin Roddick              | 3:30       |
| 4.     | «Wonderbread»                                  | С'юелл, Вайт | Paul White                 | 1:58       |
| 5.     | «Gremlins»                                     | С'юелл, Майкл Джексон | Oh No                      | 2:05       |
| 6.     | «Dope Fiend Rental» (з участю Schoolboy Q)     | С'юелл, Квінсі Генлі, Скайлар Тейт, Волтер Лі Морріс, Ел Ґудмен, Гаррі Мілтон Рей                                                 | SKYWLKR                    | 2:55       |
| 7.     | «Torture»                                      | С'юелл, Джексон, Джорджія Браун, Г. Дебрейн, Дж. Френк                                                                            | Oh No                      | 3:46       |
| 8.     | «Lonely»                                       | С'юелл, Вайт, Моріс Бенін | Paul White                 | 2:19       |
| 9.     | «Clean Up»                                     | С'юелл, Вайт | Paul White                 | 3:01       |
| 10.    | «Red 2 Go»                                     | С'юелл, Джексон, Кейт Кабв, Айззек Мпофу                                                                                          | Oh No                      | 3:18       |
| 11.    | «Side B (Dope Song)»                           | С'юелл, Расселл Вайт | Rustie                     | 2:36       |
| 12.    | «Dubstep» (з участю Scrufizzer)                | С'юелл, Романі Лоренцо, Тейт | SKYWLKR                    | 2:16       |
| 13.    | «Dip»                                          | С'юелл, Тейт, Ерік Тіммонс, Шон Картер, Каньє Вест, Майк Дін, Реверенд В. А. Дональдсон, Чонсі Голліс                             | SKYWLKR                    | 3:31       |
| 14.    | «Smokin & Drinkin»                             | С'юелл, Алейн Макловіч, Джеремі Коулмен                                                                                           | A-Trak, JMIKE              | 2:53       |
| 15.    | «Break It (Go)»                                | С'юелл, Вайт | Rustie                     | 3:12       |
| 16.    | «Handstand»                                    | С'юелл, Джеремая Нте | Darq E Freaker             | 2:55       |
| 17.    | «Way Up Here» (з участю Ab-Soul)               | С'юелл, Герберт Стівенс, Вайт | Rustie                     | 2:36       |
| 18.    | «Kush Coma» (з участю A$AP Rocky та Zelooperz) | С'юелл, Ракім Меєрс, Тейт, В. Вільямс                                                                                             | SKYWLKR                    | 4:41       |
| 19.    | «Float On» (з участю Charli XCX)               | С'юелл, Шарлотта Ейчісон, Адам Фіні, Метт'ю А. Таварес, Честер Гансен, Александр Совінскі                                         | Frank Dukes, BadBadNotGood | 3:31       |

Семпли
- «The Return» — «Return of the 'G'» у вик. OutKast.
- «Dope Fiend Rental» — «What's Your Name» у вик. The Moments.
- «Torture» — «Pollution» у вик. Джорджії Браун (продюсер: Джин Ван ден Остенде).
- «Lonely» — «Apocalypse» у вик. Моріса Беніна.
- «Red 2 Go» — «Green Apple» у вик. Amanaz.
- «Dip» — «Da' Dip» (автори: Ерік Тіммонс); «Niggas in Paris» у вик. Jay-Z та Каньє Веста.

## Учасники
- A-Trak — виконавчий продюсер, скретчі
- Нік Кетчдабз — виконавчий продюсер
- Сем Чірнсайд — дизайн
- Лейла Д'Амато — картина з обкладинки
- DJ Romes, Френк Д'юкс, Oh No, Скотт Сталлоне — зведення
- Нік Гук, Леон Келлі, Пол Вайт — звукорежисери
- Дарт Паркер, Пол Розенберг — менеджмент
- Rustie, Метт Таварес — звукорежисери, зведення
- Тацуя Сато — мастеринг
- Джош Веле — колаж, фотограф

## Чартові позиції
| Чарт (2013)               | Найвища позиція |
| ------------------------- | --------------- |
| Австралія                 | 61              |
| UK R&B Albums             | 17              |
| США                       | 18              |
| US Rap Albums             | 3               |
| US Top R&B/Hip-Hop Albums | 4               |